# Zoumana Koné
Zoumana Koné, né le 27 octobre 1991 à Abidjan, est un footballeur international ivoirien évoluant au poste d'attaquant aux Chamois niortais.

## Biographie
Il compte une sélection en équipe nationale ivoirienne 1ère depuis 2013.  
Il compte aussi 13 sélections avec l’équipe des U23 + 28 sélections entre l’équipe des U17 et les U20   
Le 31 janvier 2019, alors meilleur buteur du championnat, il signe un contrat aux Chamois niortais pour 18 mois et 2 ans en option.

## Distinctions personnelles
- 2010-2011 : Meilleur buteur de la deuxième division Ivoirienne (18 buts).
- 2011-2012 : Deuxième meilleur buteur de la première division ivoirienne (10 buts).;
- 2012-2013 : Meilleur buteur de la première division ivoirienne (16 buts).
- 2013-2014 : Meilleur buteur de la Botola Pro (14 buts).
- 2014-2015 : Deuxième meilleur buteur de la première division Libyenne (09 buts).
- 2016-2017 : Deuxième meilleur buteur de la première division Omanienne (10 buts)